# Julius Overhoff
Julius Overhoff (* 12. August 1898 in Wien, Österreich; † 5. August 1977 in Hambach an der Weinstraße) war ein österreichischer Jurist, Unternehmer und Schriftsteller.

## Leben

### Kindheit, Jugend, Militärdienst
Overhoff wurde in eine Kaufmannsfamilie geboren. Er besuchte das Akademische Gymnasium Wien und erhielt dort eine fundierte humanistische und naturwissenschaftliche Ausbildung.
In dieser Zeit begleitete er seine Eltern auf Reisen in Österreich und ans Mittelmeer. Im Ersten Weltkrieg beendete Overhoff seine Schulzeit mit dem Notabitur, kämpfte bei der Artillerie in Galizien, Rumänien und Italien und nahm 1918 an der Schlacht am Monte Grappa teil. Er beendete seinen Militärdienst mit dem Dienstgrad eines Leutnants.

### Studium und Heirat
Er studierte bis 1920 in Wien Rechtswissenschaft. Neben seinem Studium machte er einen Lehrgang an der Wirtschaftsuniversität Wien und ein Bankvolontariat bei der Zentralbank deutscher Sparkassen. 1920 schloss er sein Studium mit dem Diplom für Rechtswissenschaft ab.
1920 zog Overhoff nach Köln, wo er seine spätere Frau Edith Kloeppel traf, die er 1924 heiratete. Das Paar zog in das Haus von Edmund Kloeppel, dem Vater von Edith, in Wiesdorf, später Stadtteil von Leverkusen.

### Berufliche Karriere
In Köln begann Overhoff für die Firma Bayer-Leverkusen zu arbeiten. Neben seiner Arbeit schrieb er eine Dissertation zum Thema Die Einkommen-, Luxus- und Vermögenssteuerpflicht der einmaligen Veräusserungsgeschäfte nach geltendem Reichsrecht. Er promovierte 1923 bei Fritz Stier-Somlo an der Universität zu Köln. Nach seiner Promotion wurde Overhoff als Vertreter der
Bayer AG in Łódź in Polen eingesetzt. Overhoff war in seiner Arbeit erfolgreich und stieg in Führungspositionen der I.G. Farben auf. Aufgrund seiner guten Sprachkenntnisse arbeitete Overhoff für I.G. Farben in Polen, in der Sowjetunion und in Südamerika.
1926 machte das Ehepaar Overhoff eine zweimonatige Reise nach Ägypten. Die gemeinsam verfasste Reisebeschreibung blieb zunächst unveröffentlicht und  erschien schließlich 1980. Von 1924 bis 1929 arbeitete Overhoff bei der Firma Igerrusko in Berlin. 1930 zog die Familie Overhoff nach Frankfurt am Main um. Dort wurde Overhoff Handlungsbevollmächtigter und Prokurist in der Zentrale der IG Farben. 1937 wurde er zum Direktor ernannt. Diese Funktionen behielt er bis 1945.
In Frankfurt schrieb sich das Ehepaar Overhoff an der Johann Wolfgang Goethe-Universität Frankfurt am Main ein. Overhoff belegte die Fächer Geschichte, Islamwissenschaft, Philosophie und Theologie. Zu seinen Lehrern gehörten Ernst Kantorowicz, Martin Buber, Leo Frobenius, Gotthold Weil und Herman Lommel. In dieser Zeit schrieb Overhoff Gedichte und eine Abhandlung über José Ortega y Gasset, die unveröffentlicht blieben.
1935 besuchte das Ehepaar Overhoff die Stadt Soest in Westfalen. Aus Westfalen war die Familie von Overhoffs Vater, Carl Overhoff, nach Wien gezogen. Aus dieser Reise entstand das Buch Ein Buch von der Stadt Soest. Overhoff sandte es an den Verlag von Jakob Hegner. Daraus entstand eine Freundschaft und langjährige Zusammenarbeit, unterbrochen von der Zeit des Nationalsozialismus, da Wegner als Jude emigrieren musste. Der Verlag veröffentlichte in den folgenden Jahren sieben Werke von Overhoff. Während der Nazizeit wurde der Hegner-Verlag unter dem Namen Heller-Verlag von Heinrich Wild weitergeführt. Dieser weigerte sich aber, Overhoffs Werke zu publizieren, und Overhoff wechselte zum Suhrkamp Verlag.
Am 1. Oktober 1937 beantragte Overhoff die Aufnahme in die NSDAP und wurde rückwirkend zum 1. Mai desselben Jahres aufgenommen (Mitgliedsnummer 5.902.221). Rückblickend sagte er, dass er dies zum Schutz seiner Familie und seiner Kinder getan habe. Außerdem sei er anfangs der Meinung gewesen, dass der Nationalsozialismus ein Gegengewicht zum Kommunismus bilden könne. Die Grausamkeit des Bolschewismus hatte Overhoff während seiner geschäftlichen Tätigkeit von 1924 bis 1929 in der Sowjetunion aus nächster Nähe kennengelernt.

### Nachkriegszeit
Im April 1945 erhielt Overhoff zusammen mit 3000 anderen Kollegen seine Kündigung. Damit endete seine 25-jährige Tätigkeit für die Firma IG Farben. Bei den Nürnberger Prozessen trat Overhoff als Zeuge im I.G.-Farben-Prozess auf. 1945 verhinderte Overhoff die Vernichtung von Dokumenten der IG Farben und konnte so bei den Vernehmungen durch die amerikanische Militärbehörde alle seine Aussagen belegen. Im Unterschied zu vielen seiner Kollegen wurde er nicht verhaftet. Er musste sich aber neun Monate lang Vernehmungen durch die Amerikaner über die Aktivitäten der Firma unterziehen. In den Pausen zwischen den Vernehmungen schrieb er Sonette.
Bei der Entnazifizierung 1947 wurde Overhoff in die Kategorie 4: Mitläufer eingeteilt. Er musste eine Strafe von 2000 Reichsmark zahlen. Es wurde anerkannt, dass seine Mitgliedschaft in der NSDAP mit keinerlei Aktivitäten verbunden war und er keinen Profit daraus gezogen hatte. 1948 gründete Overhoff mit Unterstützung amerikanischer Partner die Firma Pro Chemie zum Import und Export von Chemikalien. Diese verließ er 1949 und wechselte zur BASF, wo er für den Export verantwortlich war. Auch in dieser Firma war er erfolgreich und stieg bis zum stellvertretenden Vorstandsvorsitzenden auf. 1963 ging er in den Ruhestand.
1964 wurde Overhoff die Literaturehrengabe des Bezirksverbandes Pfalz verliehen.

## Interessen und Anliegen
Overhoff hatte großes Interesse an Geschichte und an der Antike.
In seiner Freizeit schrieb Overhoff Gedichte, Essays und Reiseerzählungen, teilweise gemeinsam mit seiner Frau Edith.
Overhoff versuchte in seine Schriften die grundlegenden Züge der europäischen Kultur und ihrer Entwicklung darzustellen.
Insbesondere interessierten ihn einheitsstiftende kulturelle Leistungen inmitten aller Zersplitterung.
Bereits in den 1960er Jahren warnte er vor politischer und wissenschaftlicher Systembildung, die "um den Preis der Vielfalt erkauft ist".
Seine Reisebeschreibungen widmen sich dem Spannungsfeld zwischen Eigenem und Fremden.

## Familie
Overhoffs Großvater väterlicherseits, Julius Overhoff (1835–1898), kam aus einer westfälischen Pfarrersfamilie, die 1862 nach Österreich ausgewandert war. Er heiratete 1868 Berta Crous (1840–1923), die ebenfalls aus Westfalen stammte, aus Krefeld. Dieser Großvater eröffnete 1868 in Wien ein technisches Büro, das trotz der Großen Depression erfolgreich war. Carl Overhoff, Overhoffs Vater, wurde 1873 in Wien geboren. Er starb 1935.
Overhoffs Großvater mütterlicherseits, Werner Otto (1846–1908) kam aus Gera, Thüringen. Er kam als Vertreter für die Farbenfabriken Bayer in Wien, vorher war er in Amerika und Russland.
Overhoffs Großmutter mütterlicherseits, Marie-Luise Ottermann (1854–1910), war in Wien geboren. Ihre Eltern kamen aus Halle in Sachsen-Anhalt nach Wien, wo sie erfolgreich im Textilhandel tätig waren. Johanna Otto, Overhoffs Mutter, wurde 1874 in Wien geboren. Sie starb 1941.
Overhoffs Vater, Carl Overhoff, schlug eine militärische Laufbahn ein. Er stieg bei der Artillerie bis zum Grad eines Leutnants auf. Als er Johanna Otto heiratete, bestand sein Schwiegervater Werner Otto darauf, dass er seinen Militärdienst quittierte und in Ottos Büro der Firma Bayer als Mitarbeiter eintrat. Die Firma Bayer kündigte daraufhin Werner Otto die Vertretung, um Geld zu sparen und stellte an dessen Stelle Carl Overhoff als Angestellten in einem eigenen Bayer-Büro ein.
Diese Rolle füllte Carl Overhoff dann für 30 Jahre aus.
Overhoff war verheiratet mit Edith Overhoff, geborene Kloeppel, Tochter des Chemikers Edmund Kloeppel. Das Paar hatte fünf Kinder: Julius (* 24. April 1925; † Oktober 1944, gefallen), die Zwillinge Elfriede und Sybille (* 1926), Martin (* 7. Februar 1933) und Konstanze (* 1938).

## Zitate

### Zum Thema Nationalsozialismus
„Bei mir war die furchtbare Zeit des Kommunismus 1924-29 vorhergegangen, in Moskau, die für mich alles Folgende in den Schatten stellte und wohl noch stellt: Zusammenhänge, die heute mit Vorliebe vertuscht werden. Dadurch habe ich mir allerdings eine Zeitlang eingebildet, es könne aus dem Nationalsozialismus so etwas wie ein Gegengewicht werden.“

„Ich bin selber Parteimitglied gewesen. Ob es sich hätte vermeiden lassen, weiß ich bis zum heutigen Tage nicht zu sagen. Ich habe damals Worte gesprochen und Handlungen ausgeführt, die ich wahrscheinlich auch heute wiederholten müsste, weil es um die Rettung einer Sache und die Rettung unserer Kinder ging, und weil ich die immense Gefahr des Bolschewismus durch meine intime Kenntnis der Verhältnisse in der UdSSR vor Augen sah. Darüber hinaus aber habe ich Dinge getan und gesagt, die wahrscheinlich nicht nötig gewesen sind und die ich aus der heutigen Sicht und dem, was wir jetzt wissen, aufs Tiefste bedauere.“

## Publikationen (Auswahl)
- La cathédrale histoire d'un édifice imaginaire = Die Kathedrale, Paris Silvaire 1976. Ausgabe: Du Rocher 2003. ISBN 978-2-26804904-5
- Rechenschaft eines Verantwortungsbewussten Texte von Alpha bis Omega, Nürnberg Glock u. Lutz 1969.
- Sich um das Ganze mühen Ansprachen bei der Verleihung der Literaturehrengabe 1964 des Bezirksverbandes Pfalz an Dr. Julius Overhoff am 26. April 1965 in Neustadt an der Weinstr, Ludwigshafen a.Rh. Badische Anilin- u. Soda-Fabrik 1965, in: BASF-Nachrichten, Jahrgang 1965.
- Die Herabkunft der Ganga. Tagebuch einer Asienreise. Köln, Olten: Hegner 1964.
- Das Haus im Ortlosen Erzählung aus unserm Leben. Köln, Olten: Hegner 1960.
- Die Welt mit Dschingiz-Chan. Nürnberg: Glock und Lutz 1959.
- Ein weites Feld. Gesammelte Aufsätze. Frankfurt a.M.:  Suhrkamp, 1954.
- Reise in Lateinamerika. Berlin: Suhrkamp 1953.
- Der Verrat des Afschin. Roman. Karlsruhe: C. F. Müller 1950.
- Europäische Inschriften. Berlin: Suhrkamp  194.
- Eine Familie aus Megara. Berlin, Suhrkamp 1946.
- Stegreif im Sommer Gedichte. Leipzig: Hegner 1941.
- Vom Reisen. Berlin: Verlag Die Wage 1938.
- Ein Buch von der Stadt Soest. Leipzig: Hegner, 1935.

Gemeinsame Publikationen des Ehepaars Edith und Julius Overhoff
- Aegypten, 1926/1927. Als Manuskript gedruckt. Berlin 1929, OCLC 793209032
- Südsee, eine Inselreise. Prestel Verlag, München 1978, ISBN 3-7913-0432-1
- Wo der Mythos noch aufbewahrt ist. Viti Levu – der Feuerlauf. In: Merkur 29. Jahrgang, Heft 322, 1975, S. 252–260 teilweise online
- Wintertage auf Malta. Aquarelle von Karl Heinz Illustrationen von Karl Heinz, Verlag Pfälzer Kunst, Landau i. d. Pfalz, Blinn, 1979, OCLC 698932498
- Tage am Nil. Ägyptenfahrt, damals und heute. Verlag Pfälzer Kunst, Landau i. d. Pfalz 1980, ISBN 978-3922580010